# پناهگاه حیات وحش راسوند
پناهگاه حیات وحش راسبند یک پناهگاه حیات وحش با مساحت ۱۰۵۹۳ هکتار است که در استان مرکزی در ایران قرار دارد. این پناهگاه حیات وحش طبق مصوبهٔ شمارهٔ ۵۹۸ در تاریخ ۱۳۸۱/۳/۲۱ در فهرست مناطق تحت حفاظت سازمان محیط زیست ایران قرار گرفت.